# シェルドン・ターナー
シェルドン・ターナー（Sheldon Turner）は、アメリカ合衆国の脚本家である。

## キャリア
2005年、同名映画のリメイク版である『ロンゲスト・ヤード』で初めて脚本クレジットされた。
2009年、監督のジェイソン・ライトマンと共に同名小説を脚色した『マイレージ、マイライフ』が公開され、これが批評家に絶賛された。ターナーはライトマンと共同で、アカデミー脚色賞にノミネートされたほか、ゴールデングローブ賞脚本賞などを受賞した。
2011年公開の『X-MEN:ファースト・ジェネレーション』では、原案を務めていた。
2013年には、初監督となる By Virtue Fall が公開される予定である。

## フィルモグラフィ
- ロンゲスト・ヤード The Longest Yard (2005) 脚本
- テキサス・チェーンソー ビギニング The Texas Chainsaw Massacre: The Beginning (2006) 脚本・原案
- マイレージ、マイライフ Up in the Air (2009) 脚本
- X-MEN:ファースト・ジェネレーション X-Men: First Class (2011) 原案
- By Virtue Fall (2013) 監督・脚本・製作